# Arrêteur de sang
 (décembre 2009).
Si vous disposez d'ouvrages ou d'articles de référence ou si vous connaissez des sites web de qualité traitant du thème abordé ici, merci de compléter l'article en donnant les références utiles à sa vérifiabilité et en les liant à la section « Notes et références ».
Dans le folklore du Québec et de l'Acadie, il se trouve des individus que l'on appelle des arrêteurs de sang, du fait qu'ils ont le don de pouvoir arrêter le sang de couler en cas de blessure.
Dans certains cas, la personne peut arrêter le sang de couler par un contact avec la personne blessée. Dans d'autres cas, il suffit de penser ou de prononcer le nom de l'arrêteur de sang pour que l'on arrête de saigner.
L'origine supposée du don varie. En Acadie, il semble que le don soit ou bien courant dans une famille, ou bien qu'il se donne de personne à personne, habituellement d'homme à femme ou vice-versa.
Au Québec, un homme dont le père était décédé avant sa naissance recevait un don, qui pouvait être celui d'arrêter le sang ou autre. Une autre explication veut que le 13e fils d'affilée (sans naissance de filles du premier au treizième) naîtrait également avec un don quelconque.